# Lijst van rijksmonumenten in Oud-Vossemeer
De plaats Oud-Vossemeer telt 14 inschrijvingen in het rijksmonumentenregister. Hieronder een overzicht.
| Object | Oorspronkelijke functie?  | Bouwjaar | Architect     | Locatie               | Coördinaten?                  | Nr.?   | Afbeelding                           |
| --- | ------------------------- | -------- | ------------- | --------------------- | ----------------------------- | ------ | ------------------------------------ |
| Sint-Willibrorduskerk | Kerk en kerkonderdeel     | 1841     |               | Dorpsweg 7            | 51° 34' 20" NB, 4° 11' 49" OL | 35368  | Meer afbeeldingen                    |
| De Jager | Industrie- en poldermolen | 1850     |               | Hikseweg 12           | 51° 34' 46" NB, 4° 11' 30" OL | 35369  | Meer afbeeldingen                    |
| Welgelegen | Boerderij                 | 1770     |               | Oud Vossemeersedijk 4 | 51° 32' 57" NB, 4° 13' 30" OL | 35370  | Welgelegen                           |
| Laatste Stuiver | Boerderij                 | 1749     |               | Oud Vossemeersedijk 6 | 51° 32' 21" NB, 4° 13' 38" OL | 35371  | Meer afbeeldingen                    |
| Ambachtshuis | Gerechtsgebouw            | 1771     |               | Raadhuisstraat 5      | 51° 34' 12" NB, 4° 11' 50" OL | 35372  | Meer afbeeldingen                    |
| Pand beschermd vanwege smeedijzeren gevelbekroning in de vorm van een gestileerd kruis met in de top als windvaan een ruiter | Woonhuis                  | 1805     |               | Raadhuisstraat 15     | 51° 34' 13" NB, 4° 11' 53" OL | 35373  | Meer afbeeldingen                    |
| Nederlands Hervormde Kerk | Kerk en kerkonderdeel     | 15e eeuw |               | Ring 10               | 51° 34' 11" NB, 4° 11' 49" OL | 35374  | Meer afbeeldingen                    |
| Schuur | Boerderij                 | 1900     |               | Molenweg 54           | 51° 33' 17" NB, 4° 11' 58" OL | 496029 | Schuur                               |
| Rijtuigenstalling | Boerderij                 | 1900     |               | Molenweg 54           | 51° 33' 17" NB, 4° 11' 58" OL | 496037 | Upload foto                          |
| Varkensstal, stierenkot, toilet                                                                                              | Boerderij                 | 1900     |               | Molenweg 54           | 51° 33' 17" NB, 4° 11' 58" OL | 496045 | Upload foto                          |
| Smeedijzeren hek met gemetselde palen                                                                                        | Erfscheiding              | 1900     |               | Molenweg 54           | 51° 33' 17" NB, 4° 11' 58" OL | 496053 | Upload foto                          |
| Hoeve Kouwenberg | Woonhuis                  | 1900     |               | Molenweg 54           | 51° 33' 17" NB, 4° 11' 58" OL | 496061 | Upload foto                          |
| Pastorie Willibrorduskerk | Kerkelijke dienstwoning   | 1872     | C.P. van Genk | Dorpsweg 9            | 51° 34' 20" NB, 4° 11' 49" OL | 496075 | Pastorie Willibrorduskerk            |
| Torenstation elektriciteitsverdeling                                                                                         | Nutsbedrijf               | 1927     |               | Patrijzenweg 28       | 51° 34' 16" NB, 4° 11' 45" OL | 496135 | Torenstation elektriciteitsverdeling |